# Odontoglossum cruentum
Odontoglossum cruentum (tên tiếng Anh: Blood-red Odontoglossum) là một loài phong lan có ở Ecuador tới Peru.

## Hình ảnh

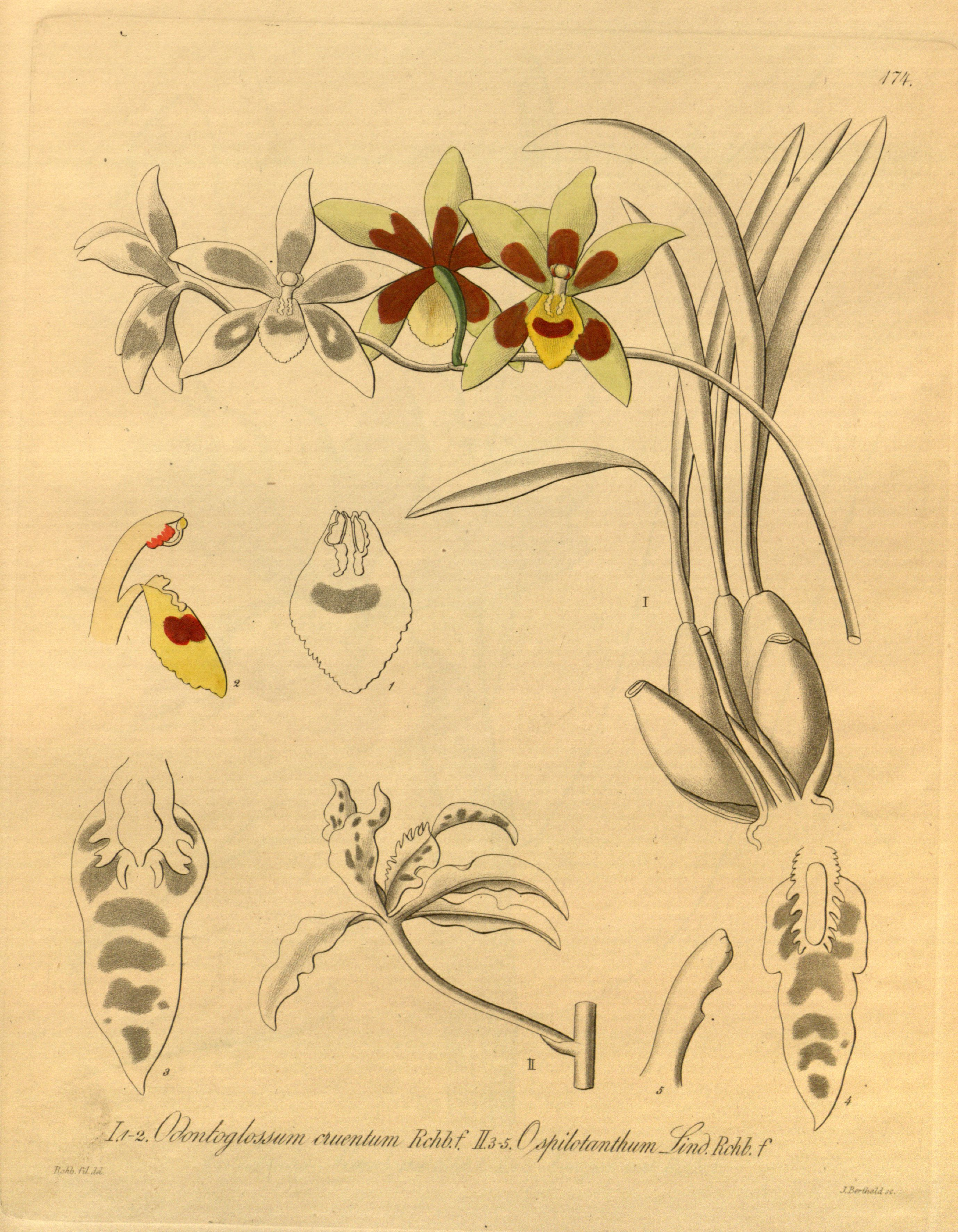